# Achyropsis fischeri
Achyropsis fischeri är en amarantväxtart som beskrevs av Robert Elias Fries. Achyropsis fischeri ingår i släktet Achyropsis och familjen amarantväxter. Inga underarter finns listade i Catalogue of Life.